# The Web Planet
The Web Planet é o quinto serial da segunda temporada clássica da série de televisão de ficção científica britânica Doctor Who, que foi transmitido pela primeira vez em seis partes semanais de 13 de fevereiro de 1965 a 20 de março de 1965. O arco envolve o viajante do tempo, o Doutor (William Hartnell) e seus companheiros de viagem Ian Chesterton (William Russell), Barbara Wright (Jacqueline Hill) e Vicki (Maureen O'Brien) aliando-se com os antigos habitantes do planeta Vortis, Menoptra, enquanto lutam para reconquistar Vortis do maligno Animus.

## Enredo
Uma força desconhecida puxa a TARDIS para fora e força-a a pousar em um planeta desconhecido. Enquanto explora com Ian, o Doutor reconhece o planeta como Vortis; no entanto, a presença de várias luas no céu do planeta normalmente sem lua o intriga.
Enquanto isso, dentro da nave, uma força desconhecida agindo através do bracelete de ouro de Barbara a puxa para fora, deixando Vicki sozinha. A TARDIS é então puxada por uma força invisível pela superfície do planeta.
Em seu transe, Barbara entra em um trio de Menoptra, parecida com uma borboleta. Eles tiram o bracelete dela, libertando-a do transe e depois debatem o que fazer com ela. Ela escapa, mas o Zarbi imediatamente a captura. Com lavagem cerebral através do uso de uma coleira de ouro, os Zarbi usam Barbara para encontrar a Menopra. Os Zarbi levam Barbara e a Menoptra chamam Hrostar para a Cratera de Agulhas, onde os Zarbi os obrigam a recolher vegetação e lançá-la nos rios de ácido que alimentam Animus.
Os Zarbi capturam o Doutor e Ian e os levam para o Carsinome. Lá eles encontram Vicki e a TARDIS. Eles também encontram o Animus que força o Doutor a ajudar a rastrear a força de invasão da Menoptra. Ian escapa, enquanto o Doutor e Vicki tentam esperar.

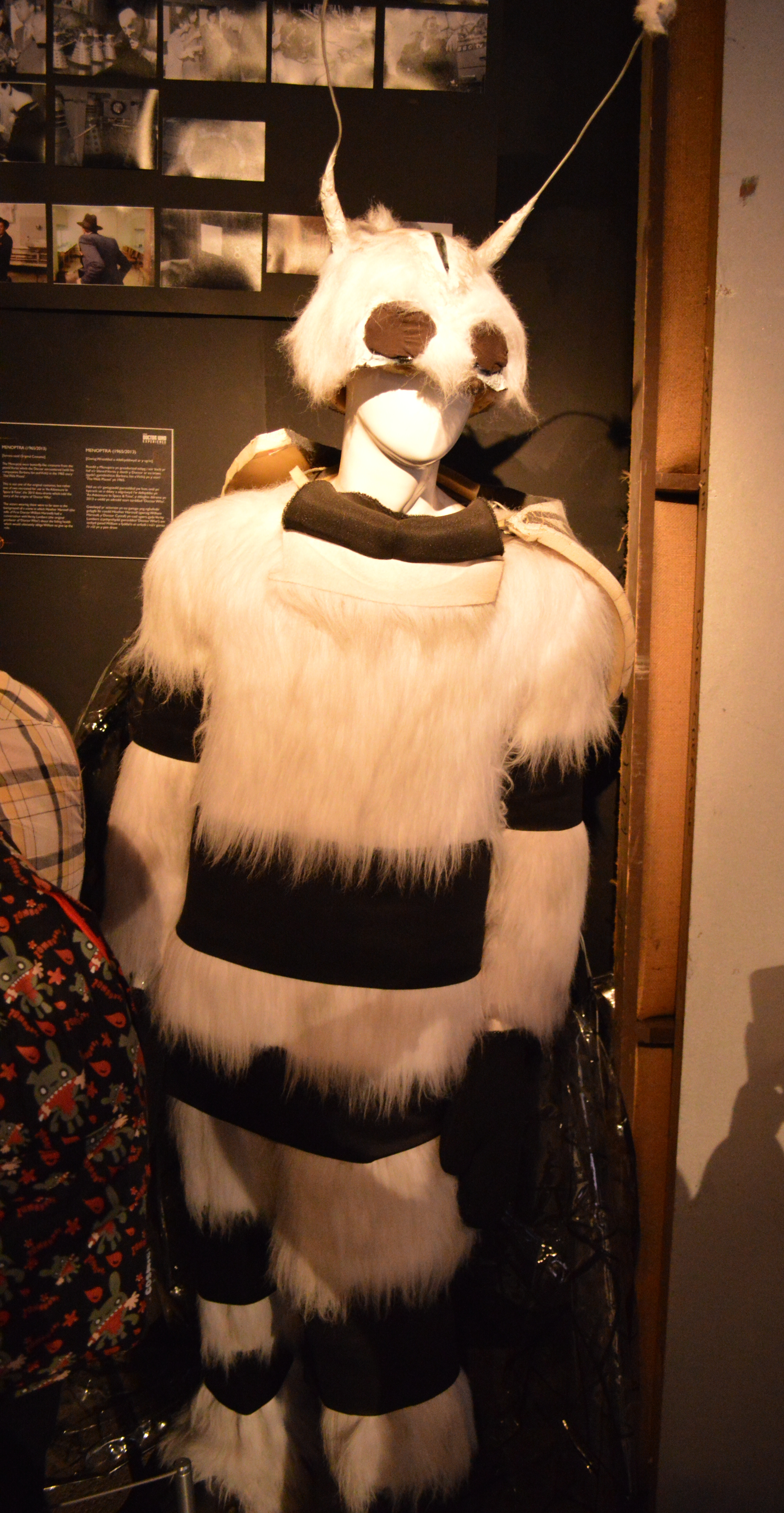
A Menoptra, em exibição na Doctor Who Experience.

Ian se encontra com uma Menoptra chamada Vrestin. Ele descobre que o Menoptra era nativo do planeta Vortis junto com os Zarbi, até que uma grande força maligna, o Animus, lenta e gradualmente assumiu o controle do planeta através dos Zarbi. Quando as Menoptra perceberam que era tarde demais, e eles tiveram que fugir do planeta para uma das luas, o Animus entrou em órbita ao redor de Vortis.
De volta ao Carsinome, o Doutor acidentalmente revela que a ponta de lança da Menoptra planeja pousar em um local ao norte da Cratera de Agulhas. O Animus usa essa informação para emboscar a ponta de lança.
Os Zarbi logo localizam Ian e Vrestin, mas eles escapam quando caem em um túnel subterrâneo. Dentro eles encontram os Optera, descendentes da Menoptra que fugiram para o subterrâneo do Animus. Ian e Vrestin convencem os Optera a se juntarem a eles no combate ao Animus.
Na Cratera de Agulhas, Barbara e Hrostar escapam e tentam se encontrar com ponta de lança para avisá-los, mas a ponta de lança é massacrada.
No Carsinome, o Doutor calcula que o Animus usa o ouro como condutor para canalizar sua força hipnotizante. Ele neutraliza essa força para controlar um dos Zarbi. O Doutor e Vicki escapam. Eles se encontram com Barbara e a Menoptra e planejam um plano para atacar o Carsinome.
O Doutor e Vicki retornam ao Carsinome, onde os Zarbi os levam ao Animus, uma grande criatura parecida com uma aranha, que os hipnotiza instantaneamente. Enquanto isso, Barbara e a Menoptra lançam seu ataque contra o Carsinome de fora enquanto Ian e Vrestin com a Optera alcançam o Animus de baixo. Eles acabam derrotando o Animus com uma bomba.

## Produção
A história tinha o título provisório de The Webbed Planet. O episódio seis foi inicialmente intitulado "Centre of Terror". A novelização restaura este título para o sexto capítulo.
Jacqueline Hill foi escrita de "Escape to Danger", a fim de dar-lhe uma semana de férias e não foi creditada na tela, embora ela ainda fosse creditada na Radio Times. Ela pediu que seu crédito fosse restabelecido quando a história fosse disponibilizada para vendas no exterior, mas isso não foi posto em prática.
Daphne Dare criou os trajes únicos para as variadas espécies alienígenas.